# Carl Sjöberg (tecknare)
Carl Sjöberg (Schiöberg), född 1 november 1775, död okänt år, var en svensk tecknare.
Han var son till notarien Gustaf Schiöberg och Ingeborg Wahlström. Sjöberg studerade vid Konstakademien i Stockholm där han 1789 belönades med den tredje medaljen för en ornamentsritning i principskolan. Han omnämns 1791 som studiosus men är därefter ej spårbar i mantalsuppgifterna. Sjöberg finns representerad vid olika museala samlingar.  